# Semimesoleius exophthalmicus
Semimesoleius exophthalmicus är en stekelart som beskrevs av Ozols 1963. Semimesoleius exophthalmicus ingår i släktet Semimesoleius och familjen brokparasitsteklar. Arten är reproducerande i Sverige. Inga underarter finns listade i Catalogue of Life.